# Комишуваха (станція)
Комишува́ха — вузлова залізнична станція Лиманської дирекції Донецької залізниці на перетині неелектрифікованих ліній Рубіжне — Попасна та Ниркове — Комишуваха між станціями Попасна II (6 км), Венгерівка (5 км) та Ниркове (10 км). Розташована в селищі Комишуваха Сіверськодонецького району Луганської області.

## Пасажирське сполучення
З 2014 року, незважаючи на військову агресію Росії на сході Україні, транспортне сполучення не припинялося, щодоби курсували через станцію 7 пар приміських поїздів сполученням Сватове — Попасна.
З початку повномасштабного російського вторгнення в Україну транспортне сполучення тимчасово припинено до звільнення окупованих територій від російських загарбників.